# Nieuws en Co
Nieuws en Co is een Nederlands radioprogramma van NOS/NTR. Het programma wordt op werkdagen uitgezonden op NPO Radio 1. Van 4 januari 2016 tot eind 2019 tussen 16:00 en 18:30 uur en sinds 2020 tussen 17:00 en 18:30 uur. Het programma moest met ingang van 2020 een uur zendtijd afstaan aan het nieuwe programma Stax en Toine.

## Opzet
Nieuws en Co is een nieuws- en actualiteitenprogramma met aandacht voor wetenschap en cultuur. De presentatie is in handen van Dieuwke Teertstra en Fleur Wallenburg. Sinds april 2022 is Fleur Wallenburg de reguliere presentator op maandag t/m donderdag , terwijl Teertstra de vrijdag doet. Wallenburg keerde op 4 augustus 2023 terug als presentator na afwezigheid wegens persoonlijke omstandigheden. Mark Visser en Marco Geijtenbeek namen in die periode samen met Teertstra waar.
Eerdere presentatoren waren Joost Karhof, die eind 2017 onverwachts overleed, Nadia Moussaid, die tussen december 2017 en april 2018 presenteerde, Petra Grijzen, Saïda Maggé en Lara Billie Rense presentator van het eerste uur tot eind 2022. Moussaid keerde in 2022 terug als invalpresentator, tijdens het zwangerschapsverlof van Wallenburg.
Vaste rubrieken zijn, onder meer, na het nieuws 17:30 een uitgebreide weersverwachting en De 5 voor 6, waarin kort voor 6 uur 's avonds vijf "opmerkelijke gebeurtenissen in het nieuws" worden belicht.
Eerdere onderdelen waren De Bus (discussies op locatie vanuit de Nieuws en Co-bus, Waar is Waldy?, waarin Waldy van Geenen een-op-eengesprekken over de actualiteit voerde bij mensen thuis, Tech en Gadget met onder meer Nando Kasteleijn en Gerda Bosman, De wandeling door het culturele landschap en Vriend van Nieuws en Co, een item van telkens 10 minuten aan het einde van het programma, met bijdragen van bekende of minder bekende Nederlanders vanuit hun eigen specialisme, zoals oud-schaatser en neurowetenschapper Beorn Nijenhuis, oud-squasher, econoom en journalist Eric Smit van Follow the Money of arabist en jurist Laila al-Zwaini. Nadat de psycholoog en vriend van Nieuws en Co Martin Appelo in april 2020 in een interview op Radio 1 maatschappelijke weerstand opriep met zijn opmerkingen over de maatregelen tegen de coronapandemie, verdween dit onderdeel uit het programma.
Het radioprogramma werkt samen met de redactie van het televisieprogramma Nieuwsuur.